# Salzburger Gesundheitsfonds
Der Salzburger Gesundheitsfonds – SAGES ist ein Fonds des öffentlichen Rechts zur Mitfinanzierung der Fondskrankenanstalten, zur Mitwirkung bei der Planung, Steuerung und Finanzierung des Gesundheitswesens, zur Stärkung der Gesundheitsförderung sowie zur Unterstützung der Hospiz- und Palliativbetreuung im Land Salzburg. Er ist einer von neun Landesgesundheitsfonds in Österreich. Seit April 2022 ist der aktuelle Geschäftsführer  Günter Lutzenberger.

## Beschreibung
Im Gesetz vom 16. Dezember 2015 über den Salzburger Gesundheitsfonds (Salzburger Gesundheitsfondsgesetz - SAGES-Gesetz 2016) sind neben den allgemeinen Bestimmungen auch dessen Organisation und Aufgaben geregelt. Gemäß § 1 des Gesetzes ist der Salzburger Gesundheitsfonds zur Mitfinanzierung der Fondskrankenanstalten sowie zur Mitwirkung bei der Planung, Steuerung und Finanzierung des Gesundheitswesens sowie zur Stärkung der Gesundheitsförderung im Land Salzburg bestimmt.
Der Fonds hat insbesondere folgende Aufgaben wahrzunehmen:
- Die Abgeltung der Leistungen der Fondskrankenanstalten für Fondspatienten
- Die Gewährung von Zuschüssen an Fondskrankenanstaltenträger für Investitionen und Großgeräte
- Die Gewährung von Zuschüssen für krankenhausentlastende Planungen, Projekte und Maßnahmen
- Mitwirkung an der Planung und Steuerung des Gesundheitswesens durch die Wahrnehmung der der Gesundheitsplattform zukommenden Aufgaben
- Die Wahrnehmung der Aufgaben, die der Landes-Zielsteuerungskommission gemäß Gesetz zukommen
- Die Wahrnehmung der Aufgaben des Gesundheitsförderungsfonds

## Organe des Fonds
Die Organe des Salzburger Gesundheitsfonds sind gemäß § 17 SAGES-G 2016
- Die Geschäftsführung
- Die Gesundheitsplattform
- Die Landes-Zielsteuerungskommission

Weitere durch die Gesundheitsplattform eingerichtete Organe sind
- Eine Kommission zur Beratung von Strukturveränderungen im Gesundheitswesen
- Eine Kommission zur Vorbereitung des Landes-Zielsteuerungsübereinkommens und weiterer von der Landes-Zielsteuerungskommission zu treffenden Festlegungen

## Salzburger Fondskrankenanstalten
Gemeinnützige Salzburger Landeskliniken Betriebsgesellschaft mbH (SALK)
- Landeskrankenhaus Salzburg
- Christian-Doppler-Klinik
- Landesklinik Hallein
- Landesklinik St. Veit
- Landesklinik Tamsweg

Ordensspitäler
- Krankenhaus der Barmherzigen Brüder Salzburg
- Kardinal Schwarzenberg Klinikum

Tauernkliniken GmbH
- Aö Tauernklinikum - Standort Zell am See
- Aö Tauernklinikum - Standort Mittersill

Gemeinnützige Oberndorfer Krankenhausbetriebs GmbH
- Aö Krankenhaus Oberndorf bei Salzburg

## Gesundheitsförderungsfonds
Zur Stärkung der Gesundheitsförderung und Prävention wurde im Rahmen der Zielsteuerung Gesundheit im Salzburger Gesundheitsfonds gemäß § 15 SAGES-G ein Sondervermögen als sogenannter „Gesundheitsförderungsfonds“ eingerichtet. Gespeist aus Mitteln der Zielsteuerungspartner werden aus dem Gesundheitsförderungsfonds jährlich Maßnahmen gefördert, die in Umsetzung der Gesundheitsförderungsstrategie die Gesundheit der Bevölkerung positiv beeinflussen sollen.
Über die Verwendung und Verteilung der Mittel des Gesundheitsförderungsfonds entscheidet die Landes-Zielsteuerungskommission in jährlich stattfindenden Sitzungen, die Wahrnehmung der Aufgaben des täglichen Geschäfts obliegt dem SAGES.

## Belege
1. ↑  RIS Abgerufen am 3. Juni 2022.